# 布德沃爾

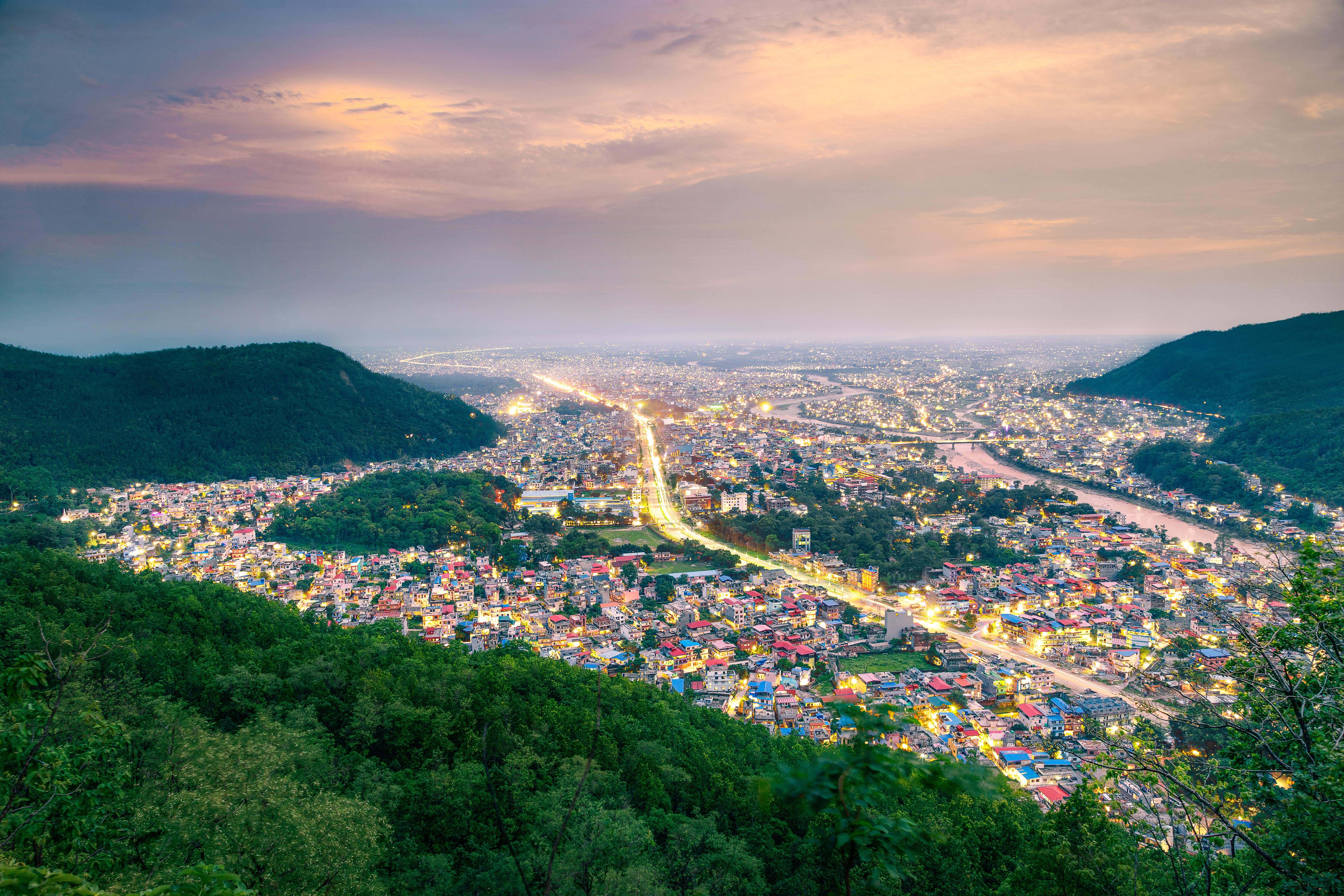
布德沃爾

布德沃爾是尼泊爾的城鎮，位於該國中南部，也是藍毗尼省的首府，距離首都加德滿都240公里，鎮上有大型醫院和高等學府，2001年人口75,384。